# マグナス・サミュエルソン
マグナス・サミュエルソン（Magnus Samuelsson、1969年12月21日 - ）は、スウェーデンエステルイェータランド県シンダ市ヒーサ出身のアスリート。各国の怪力コンテストでタイトルを総なめにし、人類屈指の力持ちとして知られる。1998年に最高峰たるワールド・ストロンゲストマンで優勝し、世界中に勇名を轟かせた。
本職は農家であるが、現在は俳優として劇や映画にも起用されることがある。

## 来歴・人物
筋力は、握力約192kg(CoCグリッパーNO4クローズ),ベンチプレス300kg（ノーギア）,アームカール140kg*4reps,フロントスクワット250kg*10reps,バックスクワット370kg,デッドリフト375kg。上肢の筋力に関しては、マンフレッド・ホーバールと並び世界でも1、2を争うと言われる。およそ50回の怪力コンテストに出場し、ほぼ全てにおいて上位入賞。名実ともに90年代後半以降のストロングマンを代表する人物である。その怪力を端的に表すものとして、世界で5人しか閉じることができなかったIRONMIND社のトレーニンググリッパー"COC No.4"を小指抜きで閉じてみせたという逸話がある。
幼少時より農作業で鍛えられていたが、やがて2メートル150キロ（最盛期）の巨体に成長、各種コンテストで頭角を表すようになる。はじめアームレスリングで名を馳せ、地元スウェーデンで十数年間無敗、青年期にはすでに欧州の大会を総なめにしていたが、ワールド・ストロンゲストマンとしてのキャリアは1995年から。同大会のアームレスリングでネイサン・ジョーンズの腕を折る（故意ではなく、ネイサンが姿勢を誤って自滅したもの）など鮮烈なデビューを果たし、以降14年連続で決勝進出。アームレスリングの他にはタイヤフリップ（300～600kgのタイヤをめくり続ける競技）やアトラス・ストーンズ（100〜160kgの石球を担いで走る競技）を得意としており、幾度か当時の世界記録を更新、その偉業を称えて「石の王」の名で呼ばれる。
なお、人格面では非常に快活で礼儀正しいことで知られており、実力と相まって大会には多くのファンが訪れる。妻のクリスティンも過去2度の国内ストロンゲストウーマン優勝者であり、公私にわたってマグナスを支え続けている。

## 各部サイズ
胸囲：149cm
ウェスト：104cm
上腕囲：61cm